# 徐慶平
徐慶平（1946年—），男，江苏宜兴人，中国美術家、畫家、中國人民大學教授，博士生導師。

## 生平
生于北京，毕业于巴黎大學美術學博士。徐悲鸿纪念馆馆长。

## 家庭
他父親是徐悲鴻，母親是廖靜文。

## 著作
- 《西方藝術史》 ISBN 7806458166
- 《現代繪畫詞典》
- 《光榮屬於希臘》
- 《奔騰尺幅間》
- 《世界十大博物館》
- 《義大利文藝復興美術》 ISBN 7300053181
- 《徐悲鴻年表》

## 外部參考
- 訪徐慶平教授，論徐悲鴻藝術
- 2008年徐悲鴻盃籌備委會，會長: 徐慶平教授